# نكوص (علم الجريمة)
النكوص (بالإنجليزية:Recividism) هو تكرار شخص لسلوكً غير مرغوب فيه بعد تعرضه لعواقب سلبية لذلك السلوك، أو تم تدريبه على إخماده. كما يستخدم للإشارة إلى النسبة المئوية لالسجناء السابقين الذين أعيد اعتقالهم لارتكاب جريمة مماثلة.
تضهر الدراسات ان اغلب السجناء يعودون الى السجن في اغلب دول العالم. دول أوروبا الشمالية من الدول التي لديها درجات متدنية من النكوص. تتمتع النرويج بأحد أدنى معدلات النكوص في العالم حيث تبلغ 20٪. تركز السجون في النرويج على نظام العدالة الجنائية النرويجي الذي يتبع العدالة التصالحية وإعادة تأهيل السجناء بدلاً من العقاب.

## اسباب
لاحظ العديد من الباحثين أن السجناء يُجردون من الحقوق المدنية ويتم استيعابهم على مضض في المجتمعات-مما يزيد من عزلتهم وانعزالهم. ومن بين العوامل الآخرى في العودة إلى الإجرام الصعوبات التي يواجهها المخالفون المفرج عنهم في العثور على وظائف أو استئجار شقق أو الحصول على التعليم. غالبًا ما يرفض أصحاب الأعمال توظيف مجرم مدان ويكونون مترددين في أحسن الأحوال، خاصة عند شغل أي منصب يستلزم حتى مسؤولية بسيطة أو التعامل مع الأموال (وهذا يشمل معظم الأعمال)، خاصة بالنسبة للمدانين بالسرقة، أو مدمني المخدرات.

## سياسات معالجة النكوص
تهدف السياسات التي لا حصر لها إلى التخفيف من العودة إلى الإجرام، ولكن العديد منها يتضمن إصلاحًا شاملاً للقيم المجتمعية المتعلقة بالعدالة والعقاب والفرص الثانية. تشمل الأساليب المعقولة ما يلي:
1. للاتجاهات الحالية بالاستمرار دون تدخل إضافي (الحفاظ على الوضع الراهن).
2. زيادة وجود وجودة خدمات ما قبل الإفراج (داخل مرافق السجن) التي تعالج العوامل المرتبطة (على سبيل المثال) بالإجرام المرتبط بالمخدرات-علاج الإدمان وبرامج استشارات الصحة العقلية والتعليم/التدريب المهني.

1. زيادة وجود وجودة المنظمات المجتمعية التي تقدم خدمات ما بعد الإفراج/إعادة الدخول (في نفس المجالات المذكورة في النهج 2).

يركز نظام العدالة الجنائية الحالي على الواجهة الأمامية (الاعتقال والحبس)، ويتجاهل إلى حد كبير نهاية مدت السجن (والإعداد لها)، والتي تشمل إعادة التأهيل والعودة إلى المجتمع. في معظم المؤسسات الإصلاحية، إذا تم التخطيط لإعادة الدخول على الإطلاق، فإنها تبدأ فقط قبل أسابيع أو أشهر قليلة من إطلاق سراح النزيل. "غالبًا ما يشار إلى هذه العملية باسم تخطيط الإصدار أو التخطيط الانتقالي وقد تقتصر معاييرها إلى حد كبير على مساعدة الشخص في تحديد مكان للإقامة عند الإفراج عنه وربما مصدر دخل."

## وصلات خارجية
مقالات ودراسات عن النكوص